# Torre Nadur

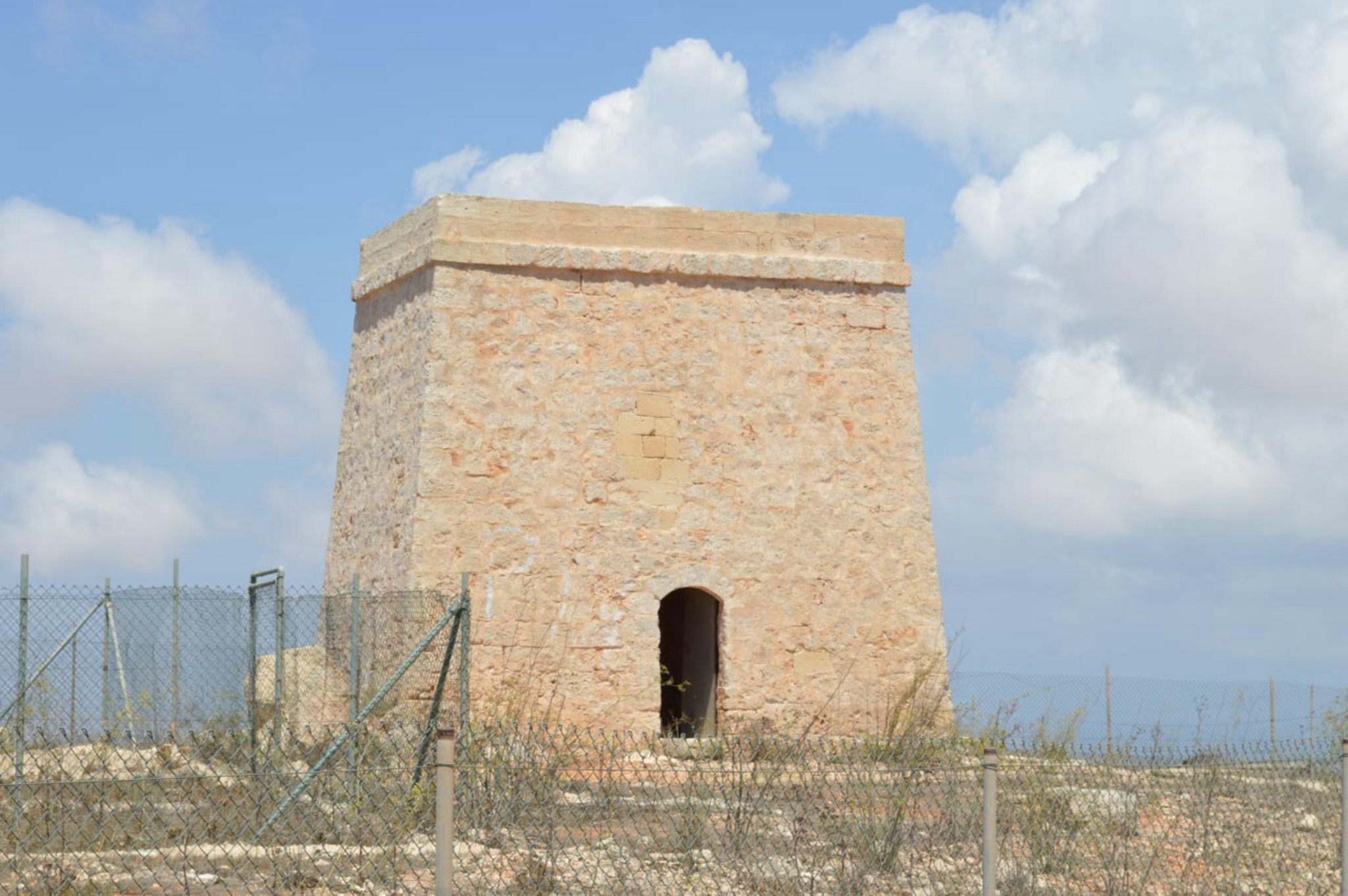
Torre Nadur

La Torre Nadur és una fortificació situada a la zona de Bingemma Gap tot al llarg de la Línia Victòria. Cal no confondre-la amb Nadur, població de l'illa de Gozo, ja que aquesta està a la població de Mġarr a l'illa de Malta. Es tracta d'una de les 5 Torres Lascaris, construïda sota el mestratge de Jean de Lascaris-Castellar.